# Liga Nacional de Básquetbol 2024 (Paraguay)
La Temporada 2024 de la Liga Nacional de Básquetbol de Paraguay consistirá en dos torneos: el Apertura y el Clausura. El torneo apertura comenzó el 15 de abril de 2024 con un formato de todos contra todos en partidos a ida y vuelta.

## Sistema de campeonato
Al igual que la temporada anterior, los 7 equipos jugarán todos contra todos en dos ruedas, los 4 equipos mejores posicionados avanzan al Final Four donde de vuelta competirán entre todos, luego los 2 equipos mejores posicionados pasarán a las Finales.

## Equipos participantes
| Equipo              | Recinto                         | Ciudad   |
| ------------------- | ------------------------------- | -------- |
| Ciudad Nueva        | Polideportivo Luis Fernández    | Asunción |
| Colonias Gold       | Estadio Municipal Ka'a Poty     | Obligado |
| Deportivo San José  | Polideportivo León Condou       | Asunción |
| Félix Pérez Cardozo | Polideportivo Efigenio Gonzalez | Asunción |
| Libertad            | Polideportivo Tigo La Huertita  | Asunción |
| Olimpia Kings       | Polideportivo ODD               | Asunción |
| Sol de América      | Polideportivo Luis Oscar Giagni | Asunción |

## Torneo Apertura
Este torneo, oficialmente Torneo Apertura homenaje a Osvaldo Dominguez Dibb en honor al dirigente del Club Olimpia fallecido en febrero del 2024, arrancó el 15 de abril con 7 equipos participantes quienes jugaron todos contra todos en dos ruedas:

### Primera Etapa
| Pos. | Equipo              | PJ | G  | P  | PF   | PC   | DP   | Pts | Clasificación o descenso  |
| ---- | ------------------- | -- | -- | -- | ---- | ---- | ---- | --- | ------------------------- |
| 1    | Deportivo San José  | 12 | 11 | 1  | 1062 | 830  | +232 | 23  | Clasificado al Final Four |
| 2    | Olimpia Kings       | 12 | 10 | 2  | 1016 | 780  | +236 | 22  | Clasificado al Final Four |
| 3    | Colonias Gold       | 12 | 8  | 4  | 886  | 778  | +108 | 20  | Clasificado al Final Four |
| 4    | Félix Pérez Cardozo | 12 | 7  | 5  | 945  | 857  | +88  | 19  | Clasificado al Final Four |
| 5    | Libertad            | 12 | 3  | 9  | 870  | 955  | −85  | 15  |                           |
| 6    | Ciudad Nueva        | 11 | 2  | 9  | 742  | 974  | −232 | 13  |                           |
| 7    | Sol de América      | 12 | 1  | 11 | 654  | 1001 | −347 | 13  |                           |

 Fuente: www.cpb.com.py

### Final Four
| Pos. | Equipo              | PJ | G | P | PF  | PC  | DP  | Pts | Clasificación o descenso  |
| ---- | ------------------- | -- | - | - | --- | --- | --- | --- | ------------------------- |
| 1    | Olimpia Kings       | 6  | 4 | 2 | 457 | 415 | +42 | 10  | Clasificado a las Finales |
| 2    | Deportivo San José  | 6  | 4 | 2 | 458 | 443 | +15 | 10  | Clasificado a las Finales |
| 3    | Colonias Gold       | 6  | 3 | 3 | 439 | 444 | −5  | 9   |                           |
| 4    | Félix Pérez Cardozo | 6  | 1 | 5 | 421 | 473 | −52 | 7   |                           |

 Fuente: www.cpb.com.py

### Finales
| 1 de julio, 19:30 | Deportivo San José                    | 77–71   | Olimpia Kings | Asunción                            |  |
|                   | Parciales: 21-12, 17-21, 20-16, 19-22 |         |               |                                     |  |
|                   |                                       | Reporte |               | Pabellón: Polideportivo León Condou |  |

| 4 de julio, 19:30 | Olimpia Kings                        | 61–78   | Deportivo San José | Luque               |  |
|                   | Parciales: 16-20, 16-20, 8-20, 21-18 |         |                    |                     |  |
|                   |                                      | Reporte |                    | Pabellón: COP Arena |  |

| 8 de julio, 19:45 | Deportivo San José                    | 63–71   | Olimpia Kings | Asunción                            |  |
|                   | Parciales: 27-19, 14-15, 11-12, 11-25 |         |               |                                     |  |
|                   |                                       | Reporte |               | Pabellón: Polideportivo León Condou |  |

| 11 de julio, 19:30 | Olimpia Kings                         | 69–61   | Deportivo San José | Luque               |  |
|                    | Parciales: 18-21, 22-14, 12-13, 17-13 |         |                    |                     |  |
|                    |                                       | Reporte |                    | Pabellón: COP Arena |  |

| 15 de julio, 19:30 | Deportivo San José                    | 67–45   | Olimpia Kings | Asunción                            |  |
|                    | Parciales: 19-10, 15-14, 19-10, 14-11 |         |               |                                     |  |
|                    |                                       | Reporte |               | Pabellón: Polideportivo León Condou |  |

### Campeón
|                                 |
| Deportivo San José 15.to título |

## Torneo Clausura
Este torneo arrancó el 19 de agosto con 7 equipos participantes quienes jugaron todos contra todos en dos ruedas:

### Primera Etapa
| Pos. | Equipo              | PJ | G  | P  | PF   | PC   | DP   | Pts | Clasificación o descenso  |
| ---- | ------------------- | -- | -- | -- | ---- | ---- | ---- | --- | ------------------------- |
| 1    | Deportivo San José  | 12 | 11 | 1  | 1029 | 796  | +233 | 23  | Clasificado al Final Four |
| 2    | Olimpia Kings       | 12 | 10 | 2  | 1022 | 796  | +226 | 22  | Clasificado al Final Four |
| 3    | Colonias Gold       | 12 | 8  | 4  | 948  | 814  | +134 | 20  | Clasificado al Final Four |
| 4    | Félix Pérez Cardozo | 12 | 6  | 6  | 913  | 868  | +45  | 18  | Clasificado al Final Four |
| 5    | Libertad            | 12 | 5  | 7  | 903  | 873  | +30  | 17  |                           |
| 6    | Ciudad Nueva        | 12 | 2  | 10 | 779  | 997  | −218 | 14  |                           |
| 7    | Sol de América      | 12 | 0  | 12 | 693  | 1143 | −450 | 12  |                           |

 Fuente: www.cpb.com.py